# Piper infossibaccatum
Piper infossibaccatum är en pepparväxtart som beskrevs av A. Huang. Piper infossibaccatum ingår i släktet Piper och familjen pepparväxter. Inga underarter finns listade i Catalogue of Life.